# Quindina bimaculata
Quindina bimaculata is een hooiwagen uit de familie Nomoclastidae.